# AlpTransit

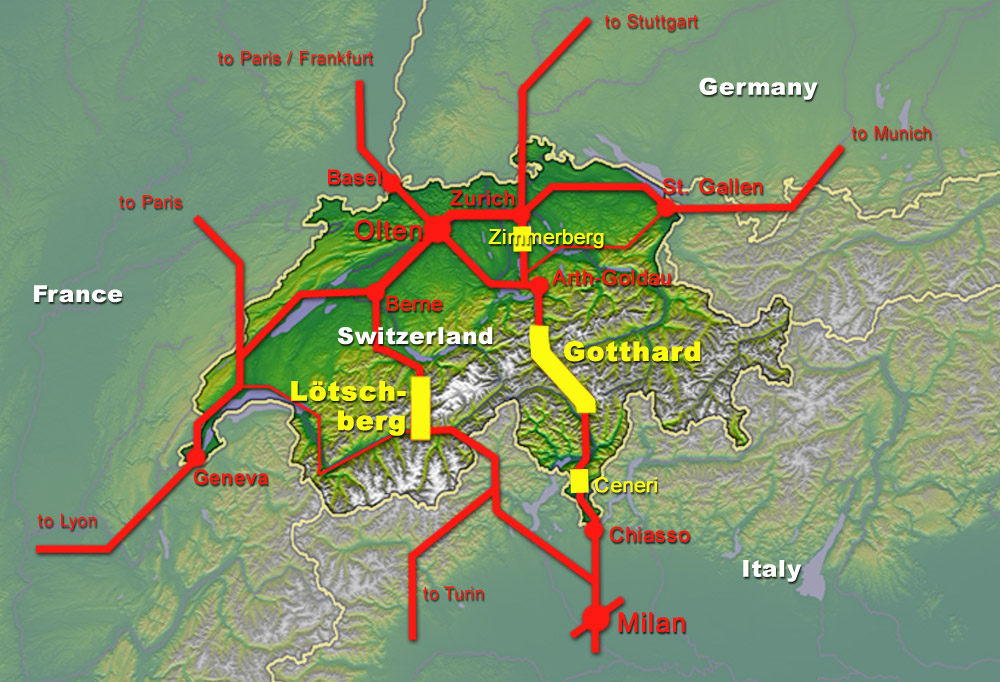
Overzichtskaart van het AlpTransit project

AlpTransit is een Zwitsers project voor het verbeteren van de noord-zuid spoorwegverbindingen door de Alpen. Andere namen voor het project zijn New Railway Link through the Alps (NRLA), Neue Eisenbahn-Alpentransversale (NEAT), nouvelle ligne ferroviaire à travers les Alpes (NLFA), en Nuova ferrovia transalpina (NFTA). 
De belangrijkste onderdelen van het programma zijn de Gotthard-basistunnel, de Lötschberg-basistunnel en de Ceneri-basistunnel. Met het project is meer dan 20 miljard Zwitserse frank gemoeid.
Het project is mede het gevolg van onderhandelingen tussen Zwitserland en de Europese Unie (EU). Zwitserland wilde het vrachtverkeer over de weg verminderen door kilometerheffingen in te voeren maar dit werd door de EU niet geaccepteerd. In ruil voor het AlpTransit project, waardoor het goederentransport per spoor flink kan toenemen, is de kilometerheffing uiteindelijk toch toegestaan.